# Емерентія фон Дюбен
Баронеса Емерентія фон Дюбен (24 травня 1669, ймовірно, Стокгольм – 22 березня 1743, Стокгольм), також звана Менца - шведська фрейліна, фаворитка Ульріки Елеонори, королеви Швеції. Вона була відома своїм впливом на Ульріку Елеонору.

## Життя
Емерентія фон Дюбен була дочкою органіста і композитора Густава Дюбена та Емерентії Штандаерт, правнучкою композитора німецького походження в стилі бароко Андреаса Дюбена та сестрою Густава фон Дюбена Молодшого Йоахіма фон Дюбена Старшого (батька Ульріка Елеонора фон Дюбен, також королівська фаворитка), та Андерс фон Дюбен (молодший). Ймовірно, народилася в Стокгольмі, Менца спочатку працювала покоївкою при дворі королеви Ульріки Елеонори. У 1690 році вона на неї була покладена відповідальність за принцесу Ульріку Елеонору. У 1707 році Менца була облаштована разом зі своїми братами, в 1717 році вона офіційно стала фрейлійкою, а в 1719 році їй було присвоєно титул баронеси (швед. Friherrinna). У неї була така ж посада з Ульрікою Елеонорою, яку Юліана Шірберг мала до старшої принцеси, Гедвіг Софії Шведської.

### Правління Ульріки Елеонори
Емерентія фон Дюбен все своє життя стояла на боці Ульріки як її підтримка і порадниця і користувалася великим впливом: «На краще і на гірше виховувала, служила, супроводжувала і втішала». Мензу описували як релігійного фанатика і їй заздряли, але вона ніколи не була об'єктом наклепу чи скандалів. Вона підтримувала право Ульріки Елеонори на престол перед Ядвіґою Софією Шведською та її сином і заохочувала конкуренцію між двома сторонами. При дворі поширена думка, що шлях до Ульріки Елеонори пролягав через Мензу, і вона отримувала великі суми грошей від іноземних дипломатів і прохачів, щоб використати свій вплив. Вважається, що баронеса не зловживала своїм впливом. Однак вона зібрала великий статок. Між 1710 і 1715 роками вона вела переговори про шлюб між Ульрікою Елеонорою та Фрідріхом Гессенським за 30 000 німецьких талерів. У 1714 році російський агент князь Чілков отримав від Петра Першого завдання провести мирні переговори з Ульрікою Елеонорою через Менцу. Під час правління Ульріки Елеонори в 1718-1720 рр. вважалося, що Менца та її брати мали неправомірний вплив на державні справи. За словами австрійського посла, Менца мала доступ до спальні Ульріки Елеонори раніше, ніж чоловік королеви. У 1720 році брати і сестри Дюбен підтримали ідею, що Ульріка Елеонора не повинна відмовлятися від престолу, а радше бути співрегентом свого чоловіка. Як повідомляється, їх вплив був однією з причин, чому співрегентство не було прийнято. За словами Акселя фон Ферсена Старшого, Ульріка Елеонора не бачила і не відчувала жодними очима, крім Емерентії фон Дюбен.

### Правління Фрідріха
У 1732 році Емерентія фон Дюбен переконала королеву не демонструвати своє невдоволення через роман між королем Фрідріхом і Гедвіґою Таубе. Ульріка Елеонора була дуже незадоволена перелюбом свого чоловіка і довірилася Менці. Менца заявив, що для Ульріки Елеонори було б негідно помітити цю справу і що її становище як королеви було недоторканним: «Як місяць продовжує свій курс по небу, не піклуючись про гавкіт собак, так і Її Величність повинна зневажати плітки, які були створені цим таким нещасним і сліпим зобов’язанням». За це король Фрідріх був вдячний Менці. Менца отримала велику спадщину від королеви в 1741 році, а після її власної смерті в 1743 році залишила статки в розмірі 200 000 доларів, що становить річну оплату 877 покоївок (посада, на якій вона починала) разом. Після її смерті поет Олоф фон Далін писав про неї: «...поки існує чеснота, неможливо, щоб її слава зів’яла. І поки хтось пам’ятає Ульріку Елеонору, пам’ятаєш міс Дюбен».